# Бруксајд (Охајо)
Бруксајд (енгл. Brookside) град је у америчкој савезној држави Охајо.

## Демографија
По попису из 2010. године број становника је 632, што је 12 (-1,9%) становника мање него 2000. године.
| Група             | 2000.       | 2010.       |
| Белци             | 625 (97,0%) | 607 (96,0%) |
| Афроамериканци    | 14 (2,2%)   | 12 (1,9%)   |
| Азијати           | 0 (0,0%)    | 0 (0,0%)    |
| Хиспаноамериканци | 0 (0,0%)    | 2 (0,3%)    |
| Укупно            | 644         | 632         |